# Полтергейст-90
«Полтергейст-90» — радянський художній фільм, містична драма 1991 року.

## Сюжет
Журналіст зняв фільм під назвою «Мафія безсмертна», але він покладений на полицю, а творцеві недвозначно погрожують. На його очах спалахують кілька людей, починають відбуватися дивні речі. Він вирішує провести власне розслідування разом зі своїм другом, ученим (Баталов). Вони знаходять підпільну лабораторію, яка генерує промені, що дозволяють на відстані впливати на людей…

## У ролях
- Олексій Баталов —  професор Вільницький
- Ремігіюс Сабуліс —  Андрій Басаргін, журналіст
- Інна Піварс —  Марія
- Наталія Флоренська —  Лариса
- Ігор Андріанов — епізод
- Борис Горбунов —  Віктор Салтиков
- Сергій Данилевич — епізод
- Лідія Жашкова — епізод
- Артурас Касіляускас — епізод
- Сергій Качанов — епізод
- Валентин Клементьєв — епізод
- Раймонда Клімавічюте — епізод
- Ігор Міркурбанов — епізод
- Олександр Скворцов — епізод
- Віктор Сарокваша — епізод
- Тетяна Срєднєва — епізод
- Вадим Срєднєв — епізод
- Анатолій Слюсаренко —  Вікентій Лосєв, учень професора Вільницького
- Володимир Топцов — епізод
- Леонід Трегуб — епізод
- Ренат Ібрагімов — епізод
- Олександр Карпов — епізод
- О. Колпакова — епізод
- Тетяна Степанченко — епізод
- О. Щукіна — епізод
- Тетяна Судець — епізод

## Знімальна група
- Автори сценарію: Владислав Семернін,  Борис Загряжський (за участю)
- Режисери-постановники: Владислав Семернін,  Борис Загряжський (за участю)
- Оператор:  Валерій Миронов
- Художники-постановники: В. Купцов,  Сергій Семернін
- Композитор:  Юрій Потєєнко
- Звукооператор: Іван Воронін
- Режисер монтажу: Наталія Тапкова
- Монтажер: Т. Шабанова
- Асистент режисера: Т. Среднєва
- Помічник режисера: С. Босенко
- Оператор: А. Грошев
- Художник по костюмах: Юлія Ніколаєва
- Спецефекти: Д. Сімкін
- Директор картини: Борис Бальчінос
- Директор: Ш. Каргін